# Aspes de Santa Eulàlia
Les aspes de Santa Eulàlia són un dolç en forma de creu en aspa, de pasta de brioix ensucrada i decorada amb cireres confitades. És una menja típica de la festivitat de Santa Eulàlia, copatrona de Barcelona, i es reparteix amb xocolata abans de la processó de les Laies, quan els assistents esperen que les gegantes es concentrin per començar la desfilada. Alguns forns de Ciutat Vella i Sarrià també n'elaboren expressament i els venen durant la jornada.
La creu en forma d'aspa s'atribueix a santa Eulàlia perquè la tradició explica que va patir el martiri final en una creu; per això generalment apareix amb la imatge de la santa en les representacions que se'n fan.